# جبينجا أروكويو
جبينجا أروكويو (بالإنجليزية: Gbenga Arokoyo)‏ (1 نوفمبر 1992 في نيجيريا - ) هو لاعب كرة قدم نيجيري في مركز الدفاع. شارك مع منتخب نيجيريا تحت 20 سنة لكرة القدم. أما مع النوادي، فقد لعب مع غازي عنتاب سبور وكوارا يونايتد وMjällby AIF ‏.

## روابط خارجية
- جبينجا أروكويو على موقع اتحاد السويد (السويدية)
- جبينجا أروكويو على موقع اتحاد تركيا (لاعب) (الإنجليزية)
- جبينجا أروكويو على موقع الدوري الأمريكي (الإنجليزية)
- جبينجا أروكويو على موقع قاعدة بيانات كرة القدم.إي يو (الإنجليزية)
- جبينجا أروكويو على موقع ناشيونال فوتبول تيمز (الإنجليزية)
- جبينجا أروكويو على موقع Soccerway.com (الإنجليزية)
- جبينجا أروكويو على موقع عالم كرة القدم.نت (الإنجليزية)